# Буди-Іловські
Буди-Іловські (пол. Budy Iłowskie) — село в Польщі, у гміні Ілув Сохачевського повіту Мазовецького воєводства. Населення — 120 осіб (2011).
У 1975-1998 роках село належало до Плоцького воєводства.

## Демографія
Демографічна структура станом на 31 березня 2011 року:
|          | Загалом | Допрацездатний вік | Працездатний вік | Постпрацездатний вік |
| -------- | ------- | ------------------ | ---------------- | -------------------- |
| Чоловіки | 62      | 17                 | 32               | 13                   |
| Жінки    | 58      | 12                 | 31               | 15                   |
| Разом    | 120     | 29                 | 63               | 28                   |